# Antilopa losí
Antilopa losí (Taurotragus oryx) je velký druh přežvýkavého kopytníka, obývající africké savany. Žije ve stádech, často s jinými druhy antilop a se zebrami a po příbuzné antilopě Derbyho je to největší žijící druh antilopy.

## Popis
- Hmotnost: 300–950 kg
- Délka těla: 200–350 cm
- Délka ocasu: 50–90 cm
- Výška v kohoutku: 120–180 cm

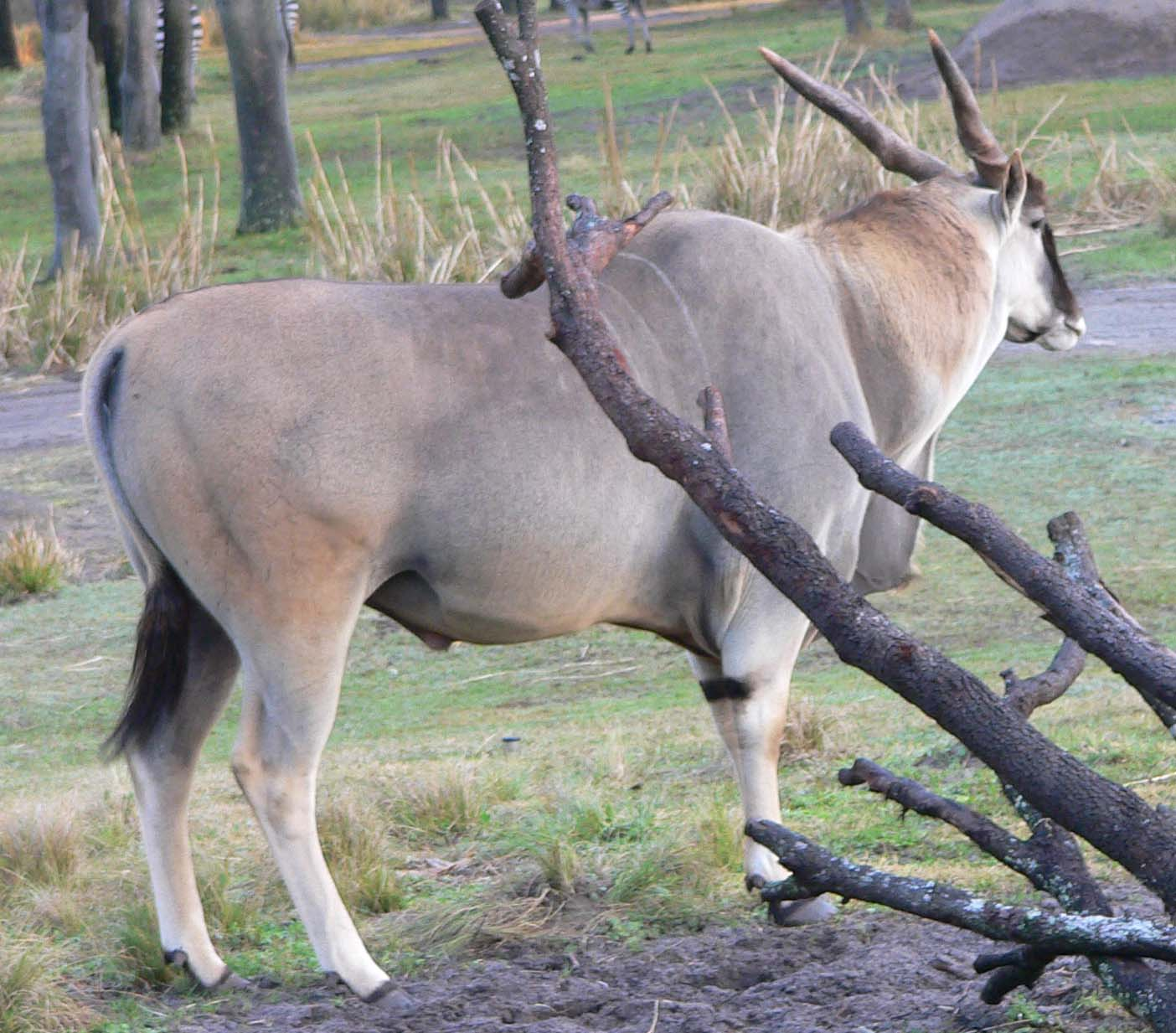

Antilopa losí je velké a mohutné zvíře. Dospělí samci jsou až dvakrát tak velcí než samice a mohou vážit až jednu tunu. Na kohoutku mají tukový hrbol, typickým znakem je také velký krční lalok, který je u samců větší a výraznější.
Srst na těle je krátká, žlutohnědá, u samců až rezavohnědá nebo modravě šedá. Obě pohlaví mohou mít na bocích 2–15 příčných světlých pruhů. Samci mají na hlavě hustou hnědočernou čupřinu, obě pohlaví mají tmavou krátkou hřívu, která se táhne od krku, přes kohoutek až po kořen ocasu, ten je také zakončen tmavším, černohnědým střapcem.
Obě pohlaví mají dlouhé, rovné, šroubovité rohy, které jsou kolem 65 cm dlouhé, u samců jsou delší a mohutnější.

## Rozšíření a stanoviště
Antilopa losí obývá stromové a křovinaté savany, světlé lesy, polopouště i horské oblasti až do výšky přes 4000 m n. m. v pásu přes Etiopii a jižní Kongo až do Jihoafrické republiky. Stav ve volné přírodě se v roce 2021 odhadoval na 136 000 jedinců.

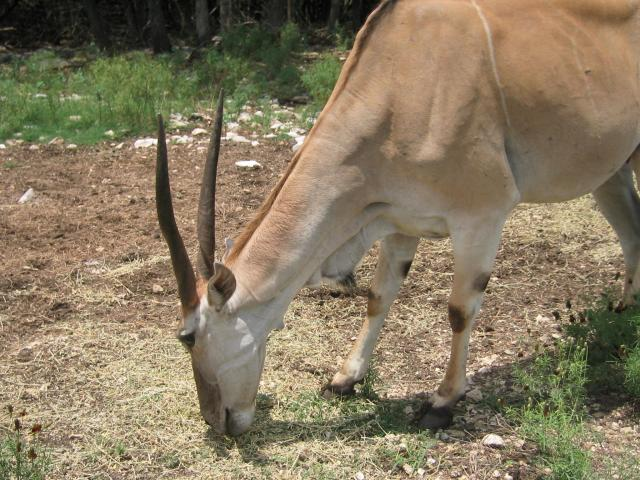

## Biologie
Antilopy losí žijí ve stádech, často do 25 kusů, v období dešťů se samice s telaty shromažďují do větších stád, v období sucha pak tvoří ještě početnější stáda, často smíšená s jinými druhy antilop a se zebrami. V jednom stádě může být více dospělých samců, ale nárok na páření se se samicemi má jen dominantní býk.
Staří samci jsou teritoriální, žijí samotářsky zpravidla na zalesněných místech, naproti tomu domovský okrsek samic je mnohem větší, stádo, vedené starou samicí, migruje za lepší pastvou po velkém území. Antilopy losí spásají vegetaci v travnatých i křovinatých oblastech, zpravidla se pasou v otevřené krajině. Hlavní potravu antilopy losí tvoří mladé větvičky a listí, pojídají také ovoce a šťavnaté cibulky, které vyhrabávají kopyty. V období sucha si vystačí s vodou, kterou přijmou spolu s potravou.
Antilopy losí jsou pohyblivé, rychlé antilopy, při útěku dokážou přeskočit i dvoumetrovou překážku. Při napadení predátorem, například lvem, se samice shluknou k obraně mláďat.
V období říje samci bojují o samice, přetlačují se rohy. Dominantní býk se páří s více kravami. Březost trvá 250–277 dní, pak se rodí jediné mládě. Novorozená mláďata nenásledují svou matku, ale leží v úkrytu, kam jej matka chodí kojit. Telata jsou odstavena v 6 měsících věku, pohlavní dospělost nastupuje po třech letech. Antilopa losí se může dožít až 25 let.
Antilopa losí se může křížit s domácím skotem, kříženci jsou však neplodní. Je tak domácímu skotu geneticky bližší než např. buvol africký. Antilopa losí se může křížit i s jinými druhy antilop, jako je kudu velký.

## Domestikace
Antilopa losí je poměrně učenlivé zvíře, v zajetí je poměrně nenáročná, krotká a důvěřivá a proto byly učiněny pokusy o domestikaci tohoto druhu – antilopa losí poskytuje velké množství křehkého masa, velmi kvalitní kůži a její mléko má větší obsah bílkovin a mléčného tuku než mléko kravské.
V současnosti je možné chovat ji na farmách jako polodomestikované zvíře. V Česku se antilopy losí farmově chovají na Školním zemědělském podniku Lány České zemědělské univerzity v Praze.

## Chov v zoo
Antilopa losí patří k poměrně často chovaným druhům antilop. V rámci Evropy je vidění v přibližně 120 zoo zařízeních. V rámci Česka se jedná o tyto zoologické zahrady:
- Zoo Dvorec
- Zoo Dvůr Králové
- Zoo Hodonín
- Zoo Ostrava

Kromě těchto zoo je antilopa losí k vidění i v tzv. Safari pod Jelením vrchem v Holčovicích či ve Školním zemědělském podniku v Lánech.
V minulosti byl tento druh k vidění též v Zoo Olomouc a Zoo Plzeň.
Na Slovensku chová tento druh Zoo Košice. K vidění je i ve Zvěroparku v Revišťském Podzámku.
V minulosti byl dlouhá léta chován též v Zoo Bojnice a Zoo Bratislava.

### Chov v Zoo Praha
Antilopy losí byly v Zoo Praha prvně chovány od roku 1955 do roku 1958. Jednalo se o dvě samice. Poté následovala takřka půlstoletí dlouhá pauza. Opět se tento druh objevil až v roce 2002, kdy osídlil nový velkorysý výběh Africké panorama, umístěný severně od silnice do Podhoří. Ke konci roku 2018 byly chovány dvě samice. Ty jsou chovány dlouhodobě. Jmenují se Katrin (narozena 2007) a Klaudie (narozena 2006), a právě Klaudie se stala jednou z tváří osvětové popularizační kampaně seznamte se!, která představila zajímavé "zvířecí osobnosti" Zoo Praha. Tento druh není chován za účelem záchrany, ale za účelem vzdělávacím a expozičním. Mj. se jedná o nejvíce podobnou antilopu antilopě Derbyho, která je silně ohrožena a na jejíž ochranu existuje ochranářský projekt, do něhož je zapojena i Zoo Praha.